# Моше Аміель
Моше Авігдор Аміель (івр. משה אביגדור עמיאל 1 квітня 1882, Порозово, Гродненська губернія — 15 квітня 1945, Тель-Авів) — рабин, громадський діяч, письменник. Ідеолог релігійного сіонізму.

## Біографія
Народився у містечку Порозово у родині рабина Якова-Йосифа та Ривки. У 13 років відправився вчитися в єшиву в Тельші, через три роки продовжив навчання в єшиві в Бресті, а роком пізніше — в єшиві у Вільні. У 18 років отримав диплом рабина.
1905 року був призначений рабином у містечку Швяченіс (до 1913), де заснував єшиву чисельністю близько ста студентів.
У період з 1920 по 1936 рік був головним рабином Антверпена, де їм було створено національну релігійну школу «Тахкемоні», талмуд-тора та єшиву.
В 1933 відвідав Ерец-Ісраель і в 1936 був обраний головним рабином Тель-Авіва. Розширив єшиву Тель-Авіва (тепер — «Ішув хадаш»), започатковану його попередником Шломо Аронсоном, і ввів там разом із релігійними дисциплінами викладання світських предметів в обсязі середньої школи.
Брав активну участь у русі «Мізрахі», займався організаційною діяльністю, публікував статті на теми сіонізму та релігії в друкованих органах «Мізрахі». Брав участь у сіоністських конгресах (з 13 по 19) та у всесвітніх з'їздах «Мізрахі».

## Особисте життя
Дружина — Баша Бейла Аміель (до шлюбу Нев'язька, 1882—1964), уродженка Ковни. У пари було вісім дітей, серед них Гіті Лінденбаум Штерн (Ghity Lindenbaum Stern ; 1908—2002), у другому шлюбі — з 1950 дружина Макса Штерна (Max Stern ; 1898—1982) і мачуха мільярдера Леонарда Штерна.